# Sperrins
Els Sperrins, Na Speiríní en irlandès, o Sperrin Mountains —de l'irlandès Speirín, petit pinacle— són una cadena muntanyosa situada a l'oest d'Irlanda del Nord. S'estenen pels comtats de Tyrone i Derry des de la muntanya Slieve Gallion, a la zona més occidental, fins a Limavady, al nord, i a l'oest del llac Neagh. Conformen una de les majors àrees muntanyoses al país, i estan designades com Area of Outstanding Natural Beauty.